# Edgars Tavars
Edgars Tavars (ur. 12 sierpnia 1982 w Rydze) – łotewski przedsiębiorca i polityk, wiceminister, poseł na Sejm, przewodniczący Łotewskiej Partii Zielonych.

## Życiorys
W 2010 ukończył studia z dziedziny ekonomii w ryskiej akademii pedagogicznej RPIVA). Dwa lata później został absolwentem szkoły biznesowej Banku Augstskola. Zawodowo związany z sektorem prywatnym, został współwłaścicielem przedsiębiorstwa Spulgas.
W 2011 wybrano go na przewodniczącego Łotewskiej Partii Zielonych. W 2014 został parlamentarnym sekretarzem w ministerstwie ochrony środowiska i rozwoju regionalnego. Dwa lata później objął funkcję parlamentarnego sekretarza w ministerstwie komunikacji.
W 2019 został przewodniczącym Związku Zielonych i Rolników. W styczniu 2021 objął mandat posła na Sejm XIII kadencji z ramienia ZZS, zasiadł w komisjach prawa i spraw europejskich. W lipcu 2022 wybrano go na współprzewodniczącego nowej koalicji politycznej pod nazwą Zjednoczona Lista. W tym samym roku utrzymał mandat deputowanego na XIV kadencję parlamentu.

## Życie prywatne
Jest żonaty, ma dwóch synów.